# Smilisca dentata
Smilisca dentata är en groddjursart som först beskrevs av Smith 1957.  Smilisca dentata ingår i släktet Smilisca och familjen lövgrodor. IUCN kategoriserar arten globalt som starkt hotad. Inga underarter finns listade i Catalogue of Life.